# 동리정사
동리정사(東籬精舍)는 경상북도 안동시 와룡면 지내리에 있다. 2015년 11월 20일 안동시의 문화유산 제99호로 지정되었다.